# Angela Schanelec
Angela Schanelec (ur. 14 lutego 1962 w Aalen) – niemiecka aktorka, reżyserka i scenarzystka filmowa. Laureatka Srebrnego Niedźwiedzia za najlepszą reżyserię na 69. MFF w Berlinie za film Byłam w domu, ale (2019).

## Życiorys
W latach 1982-1984 studiowała aktorstwo na Akademii Sztuk Scenicznych we Frankfurcie nad Menem. Po ukończeniu studiów pracowała jako aktorka.
W 2012 została profesorem filmu narracyjnego na Akademii Sztuk Pięknych w Hamburgu.